# Biegi narciarskie na Mistrzostwach Świata w Narciarstwie Klasycznym 2017 – sprint drużynowy mężczyzn
Sprint drużynowy mężczyzn – jedna z konkurencji rozgrywanych w ramach biegów narciarskich na Mistrzostwach Świata w Narciarstwie Klasycznym 2017. Biegi odbyły się 26 lutego 2017 w fińskim Lahti. Tytułu z poprzednich mistrzostw, w szwedzkim Falun bronili Norwegowie – (w 2015 wygrali Finn Hågen Krogh i Petter Northug). Do zawodów przystąpiły 24 duety każdej z reprezentacji.

## Wyniki

### Półfinały
Z każdego półfinału awansowały bezpośrednio dwie najszybsze drużyny. Sześć z najlepszymi czasami z obu biegów awansowało jako lucky loser.

#### Półfinał 1.
| Miejsce | Nr | Zawodnik                             | Państwo  | Czas       | Strata     | Uwagi |
| ------- | -- | ------------------------------------ | -------- | ---------- | ---------- | ----- |
| 1.      | 1  | Johannes Høsflot Klæbo Emil Iversen  | Norwegia | 17:59,66   | –          | Q     |
| 2.      | 4  | Emil Jönsson Teodor Peterson         | Szwecja  | 18:00,69   | +1,03      | Q     |
| 3.      | 2  | Dietmar Nöckler Federico Pellegrino  | Włochy   | 18:01,24   | +1,58      | LL    |
| 4.      | 5  | Thomas Bing Sebastian Eisenlauer     | Niemcy   | 18:13,69   | +14,03     | LL    |
| 5.      | 6  | Dominik Bury Maciej Staręga          | Polska   | 18:14,02   | +14,36     | LL    |
| 6.      | 3  | Richard Jouve Lucas Chanavat         | Francja  | 18:18,87   | +19,21     |       |
| 7.      | 7  | Marko Kilp Raido Ränkel              | Estonia  | 18:40,16   | +40,50     |       |
| 8.      | 9  | Ołeksij Krasowski Rusłan Perechoda   | Ukraina  | 18:55,06   | +55,40     |       |
| 9.      | 8  | Dominik Baldauf Luis Stadlober       | Austria  | 19:06,85   | +1:07,19   |       |
| 10.     | 10 | Modestas Vaičiulis Tautvydas Strolia | Litwa    | 19:43,04   | +1:43,38   |       |
| 11.     | 11 | Andrej Segeč Miroslav Sulek          | Słowacja | 19:43,99   | +1:44,33   |       |
| LPD     | 12 | Paul Martin Bragiel Jhon Acevedo     | Kolumbia | zdublowani | zdublowani |       |

#### Półfinał 2.
| Miejsce | Nr | Zawodnik                          | Państwo           | Czas     | Strata   | Uwagi |
| ------- | -- | --------------------------------- | ----------------- | -------- | -------- | ----- |
| 1.      | 14 | Sami Jauhojärvi Iivo Niskanen     | Finlandia         | 18:10,62 | –        | Q     |
| 2.      | 16 | Nikita Kriukow Siergiej Ustiugow  | Rosja             | 18:10,94 | +0,32    | Q     |
| 3.      | 13 | Alex Harvey Len Väljas            | Kanada            | 18:12,28 | +1,66    | LL    |
| 4.      | 15 | Simi Hamilton Erik Bjornsen       | Stany Zjednoczone | 18:12,99 | +2,37    | LL    |
| 5.      | 17 | Roman Furger Jovian Hediger       | Szwajcaria        | 18:13,21 | +2,59    | LL    |
| 6.      | 20 | Michal Novák Aleš Razým           | Czechy            | 18:21,89 | +11,27   |       |
| 7.      | 22 | Miha Šimenc Janez Lampič          | Słowenia          | 18:30,22 | +19,60   |       |
| 8.      | 18 | Michaił Siemionow Michaił Kuklin  | Białoruś          | 18:32,29 | +21,67   |       |
| 9.      | 19 | Iwan Luft Aleksiej Połtoranin     | Kazachstan        | 18:42,13 | +31,51   |       |
| 10.     | 23 | Philip Bellingham Paul Kovacs     | Australia         | 19:36,66 | +1:26,04 |       |
| 11.     | 21 | Petrică Hogiu Alin Florin Cioancă | Rumunia           | 19:49,60 | +1:38,98 |       |
| 12.     | 24 | Sævar Birgisson Albert Jónsson    | Islandia          | 21:10,19 | +2:59,57 |       |

### Finał
| Miejsce | Nr | Zawodnik                            | Państwo           | Czas     | Strata   |
| ------- | -- | ----------------------------------- | ----------------- | -------- | -------- |
| 01 !    | 16 | Nikita Kriukow Jewgienij Ustiugow   | Rosja             | 17:40,69 | –        |
| 02 !    | 2  | Dietmar Nöckler Federico Pellegrino | Włochy            | 17:42,83 | +2,14    |
| 03 !    | 14 | Sami Jauhojärvi Iivo Niskanen       | Finlandia         | 17:49,33 | +8,64    |
| 4.      | 1  | Johannes Høsflot Klæbo Emil Iversen | Norwegia          | 17:59,11 | +18,42   |
| 5.      | 15 | Simi Hamilton Erik Bjornsen         | Stany Zjednoczone | 18:04,27 | +23,58   |
| 6.      | 13 | Alex Harvey Len Väljas              | Kanada            | 18:07,71 | +27,02   |
| 7.      | 5  | Thomas Bing Sebastian Eisenlauer    | Niemcy            | 18:11,65 | +30,96   |
| 8.      | 4  | Emil Jönsson Teodor Peterson        | Szwecja           | 18:12,42 | +31,73   |
| 9.      | 17 | Roman Furger Jovian Hediger         | Szwajcaria        | 18:45,46 | +1:04,77 |
| 10.     | 6  | Dominik Bury Maciej Staręga         | Polska            | 18:55,75 | +1:15,06 |